# Xioczana Canales
Xioczana Milagros Canales Porras (Perú, 21 de abril de 1999) es una futbolista peruana. Juega en la posición de delantera para Universitario de la Liga peruana y la selección del Perú. 
Es hermana de la también futbolista Xiomara Canales. 

## Trayectoria
Debutó profesionalmente en 2014 con JC Sport Girls, donde completó su etapa formativa participando en los campeonatos nacionales año tras año. Obtuvo su mayor logro en 2017 ganando el título del Campeonato Nacional, anotando en la final frente al CD Educación FC de Apurímac.
En 2019 se convirtió en futbolista de Universitario de Deportes, teniendo una destacada participación en el Campeonato Nacional, logrando mayor visibilidad a raíz de los partidos válidos por las finales metropolitana y regional ante Alianza Lima jugadas en el Estadio Nacional con presencia de público asistente. Asimismo, ese sería su último partido con las Leonas, porque a finales de la temporada dejó de aparecer en el equipo debido a que viajó a España a cerrar su fichaje por el UDC La Cañada Atlético de la Segunda División de Andalucía, siendo esta la primera experiencia internacional de su carrera.
Tuvo una lesión que le obligó a recuperarse durante 8 meses.
Ya a inicios de 2020, tuvo un debut soñado en la liga local, anotando el gol de la victoria ante el Almería B. Tiempo después la jugadora retornó al Perú para entrenar con Universitario, hasta la paralización de las actividades deportivas por la pandemia de COVID-19. A raíz de ello ella junto a su hermana Xiomara fueron contagiadas, sin embargo se recuperaron satisfactoriamente.
Durante el resto de la temporada el equipo permaneció activo de manera virtual, entrenaban a distancia debido a las restricciones gubernamentales de contingencia por la emergencia nacional, lo cual mermó el rendimiento tanto del equipo y de la jugadora en sí, ya que no tuvieron ningún partido de práctica ni entrenamientos presenciales, teniendo casi nula preparación ante el reto de la Libertadores reprogramada para el año siguiente.
En 2021, el gobierno autorizó al club a volver a entrenar presencialmente en enero, incorporándose Xioczana a los mismos. Tuvieron una breve interrupción de dos semanas donde fueron impedidas de entrenar por el recrudecimiento de la incidencia de la pandemia, pese a ello retomaron la presencialidad poco antes del torneo continental.
Xioczana participó junto al equipo en la Libertadores disputada en Argentina, logrando apenas un punto en la última jornada ante El Nacional, siendo la anotadora del único gol del club en la copa.
Xioaczana marcó dos goles al Cantolao, Sport Boys en la Liga femenina 2021

## Estadísticas

### Clubes
| Club           | País   | Año             |
| -------------- | ------ | --------------- |
| JC Sport Girls | Perú   | 2014 - 2018     |
| Universitario  | Perú   | 2019            |
| La Cañada      | España | 2020            |
| Universitario  | Perú   | 2021 - presente |

## Palmarés

### Títulos nacionales
| Título              | Club           | País | Año  |
| ------------------- | -------------- | ---- | ---- |
| Campeonato Nacional | JC Sport Girls | Perú | 2017 |
| Campeonato Nacional | Universitario  | Perú | 2019 |
| Campeonato Nacional | Universitario  | Perú | 2023 |

## Vida personal
Estudio en Colegio Técnico de Villa El Salvador graduándose en el año 2015 siendo la mejor en el campeonato de fútbol de mujeres y estudió psicología. Su apodo era "Chamaca". Le gusta la música salsa. Es católica. Su actor favorito es Bruce Willis.